# Мінькіно (Кольський район)
Мінькіно (рос. Минькино) — село у Кольському районі Мурманської області Російської Федерації.
Населення становить 433 особи. Належить до муніципального утворення Междуреченське сільське поселення .

## Населення
| 2002 | 2010 |
| ---- | ---- |
| 585  | ↘433 |